# 大浦站 (韓國)
大浦站（：／ Daepo yeok */?）曾为东海北部线上的一个车站，位于江原道束草市大浦洞，已于1967年1月1日废止。

## 历史
- 1937年12月1日：开始使用。
- 1967年1月1日：停用本站。